# Allorhynchozoon granulatum
Allorhynchozoon granulatum är en mossdjursart som beskrevs av Liu 200. Allorhynchozoon granulatum ingår i släktet Allorhynchozoon och familjen Phidoloporidae. Inga underarter finns listade i Catalogue of Life.